# Église Saint-Barthélemy de Confolens
Pour les articles homonymes, voir Église Saint-Barthélemy.
L'église Saint-Barthélemy est une église catholique située à Confolens, en France.

## Localisation
L'église est située dans le département français de la Charente, sur la commune de Confolens.

## Historique
L'édifice est classé au titre des monuments historiques en 1907.